# 1. U-Flottille

Wappen der 1. U-Flottille

Die 1. Unterseebootflottille, kurz 1. U-Flottille, war ein Verband der deutschen Kriegsmarine des Zweiten Weltkriegs und gehörte zu den Frontflottillen der U-Bootwaffe. Sie ging durch Umgliederungen aus der ersten aufgestellten U-Flottille nach dem Ersten Weltkrieg, der U-Flottille „Weddigen“ hervor.
Die Flotte der deutschen U-Boote war in Flottillen unterteilt. Es gab Schul-, Ausbildungs- und Frontflottillen. Die Gesamtzahl der im U-Boot-Krieg eingesetzten Verbände betrug 30 Flottillen.

## Geschichte
Am Freitag, den 25. September 1935 wurde die 1. U-Flottille aufgestellt. Diese Flottille war nach einem U-Bootkommandanten des Ersten Weltkriegs Otto Weddigen benannt.

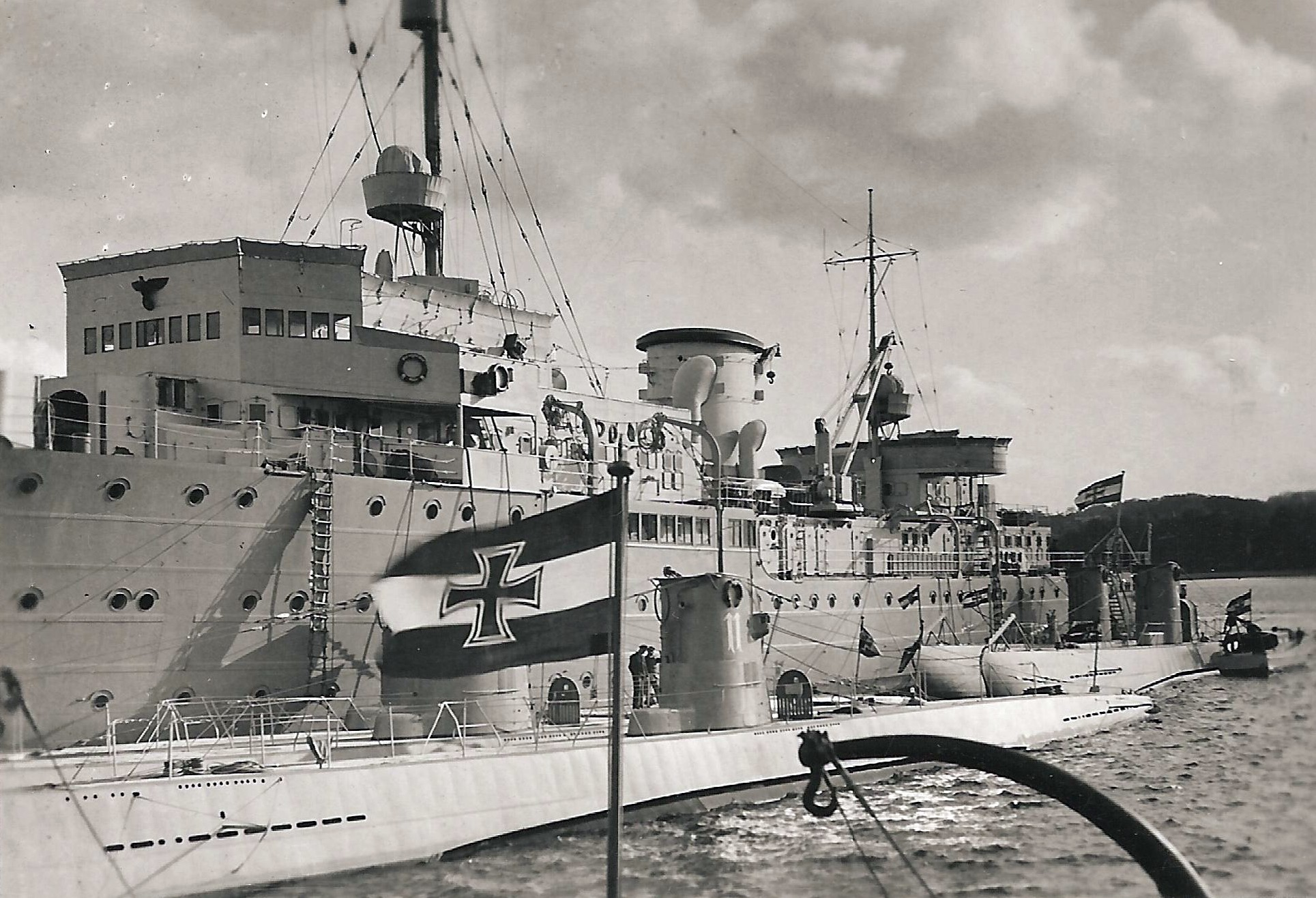
U-Begleitschiff Saar mit U 10, U 11, U 8 und U 9

### Flottille „Weddigen“
Der Flottillenchef, Fregattenkapitän Karl Dönitz, erklärte in einer Ansprache die Gründe für die Benennung folgendermaßen: „Wir Männer von der U-Boot-Flottille Weddigen haben das Vermächtnis zu wahren des heldenhaften Mannes, der bahnbrechend – ein Führer der neuen Waffe – durch Kühnheit und Können dem Gegner die ersten schweren Wunden schlug.“ Die Indienststellung der Flottille markierte den Beginn der Wiederaufrüstung der Kriegsmarine mit U-Booten. Zunächst bestand die Flottille aus sechs U-Booten: U 7, U 8, U 9, U 10, U 11 und U 12, sowie einem Torpedoboot und dem Flottentender Saar. Zu Beginn des Zweiten Weltkriegs war die Flottille Weddigen in Kiel stationiert. Im Juni 1941 wurde Brest an der französischen Atlantikküste der Stützpunkt.

### U-Boote der 1. U-Bootflottille bis 1940
Im Januar 1940 wurde eine Umgliederung und Neuordnung der Flottillen vorgenommen. Die bestehenden sechs Frontflottillen wurden zu drei Flottillen zusammengefasst. Der 1. U-Flottille (bisher U-Flottille „Weddigen“), traten zwei weitere Flottillen bei: Die bisherige 3. U-Flottille (U-Flottille „Lohs“) und die bisherige 5. U-Flottille (U-Flottille „Emsmann“).
| U-Boot | Der Flottille zugehörig        | Anmerkungen                     | U-Boot | Der Flottille zugehörig     | Anmerkungen                               |
| ------ | ------------------------------ | ------------------------------- | ------ | --------------------------- | ----------------------------------------- |
| U 7    | bis Juni 1940                  | hauptsächlich Schulboot         | U 8    | bis 1940                    | hauptsächlich Schulboot                   |
| U 9    | bis Juni 1940                  | im Herbst 1939 als Schulboot    | U 10   | bis 1937                    | haupts. Schul- und Reserveboot            |
| U 11   | bis Oktober 1940               | ausschließlich Schulboot        | U 12   | bis 1939                    | Front- & Reserveboot, auch Flottille Lohs |
| U 13   | November 1935 bis Mai 1940     | durchgängig Frontboot           | U 14   | bis 1939                    | gleichzeitig bei Flottille Lohs           |
| U 15   | März 1936 bis Januar 1940      | durchgängig Frontboot           | U 16   | bis 1939                    | gleichzeitig bei Flottille Lohs           |
| U 17   | Dezember 1935 bis Oktober 1939 | danach U-Ausbildungsflottille   | U 18   | Januar bis November 1936    | danach a. D., später Flottille Lohs       |
| U 19   | Januar 1936 bis April 1940     | danach U-Ausbildungsflottille   | U 20   | Februar 1936 bis April 1940 | bis 1939 gleichzeitig bei Flottille Lohs  |
| U 21   | August 1936 bis Juni 1940      | zwischenzeitlich Flottille Lohs | U 22   | August 1936 bis März 1940   | bis 1939 gleichzeitig bei Flottille Lohs  |
| U 23   | September 1936 bis Juni 1940   | bis 1939 auch Reserveboot       | U 24   | Oktober 1936 bis April 1940 | bis 1939 auch bei Lohs                    |
| U 56   | Januar bis Oktober 1940        | vorher Flottille Emsmann        | U 57   | Januar bis September 1940   | gesunken, später 22. Flottille            |
| U 58   | Januar bis Dezember 1940       | vorher Flottille Emsmann        | U 59   | Januar bis Dezember 1940    | vorher bei Flottille Emsmann              |
| U 60   | Januar bis November 1940       | vorher bei Flottille Emsmann    | U 61   | Januar bis November 1940    | vorher bei Flottille Emsmann              |
| U 62   | Februar bis September 1940     | vorher Flottille Emsmann        | U 63   | Januar bis Februar 1940     | im Januar Ausbildungsboot                 |
| U 137  | Juni bis Dezember 1940         | dann Schulboot 22. U-Flottille  | U 138  | Juni bis Dezember 1940      | danach Schulboot 22. U-Flottille          |
| U 139  | Juli bis Oktober 1940          | nur Ausbildungsboot             | U 140  | August bis Dezember 1940    | danach Schulboot 22. U-Flottille          |
| U 141  | August bis Oktober 1940        | Ausbildungsboot                 | U 142  | September bis Oktober 1940  | Ausbildungsboot                           |
| U 143  | September bis November 1940    | Ausbildungsboot                 | U 144  | Oktober bis Dezember 1940   | Ausbildungsboot, dann 22. U-Flottille     |
| U 145  | Oktober bis Dezember 1940      | Ausbildungsboot                 | U 146  | Oktober bis Dezember 1940   | Ausbildungsboot                           |
| U 147  | Dezember 1940                  | Ausbildungsboot                 | U 149  | November bis Dezember 1940  | Ausbildungsboot, dann 22. U-Flottille     |
| U 150  | Februar bis Dezember 1940      | danach 22. U-Flottille          |        |                             |                                           |

Weiteres zu den Booten in der Liste deutscher U-Boote.

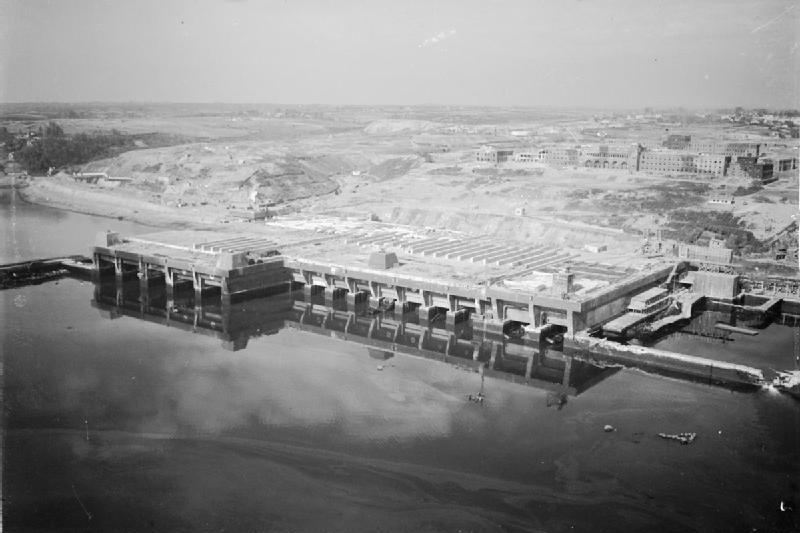
Deutsche U-Bootbunker in Brest (August 1944)

### Verlegung nach Brest
Durch die Annexion großer Teile französischen Staatsgebietes bekam die Kriegsmarine Zugriff auf die französischen Häfen. Der nunmehrige Befehlshaber der Unterseeboote (BdU) Dönitz hatte vor Beginn der Verhandlungen einen Zug mit Torpedos, Ersatzteilen, Personal und weiterer Ausrüstung zusammen- und in Wilhelmshaven bereitstellen lassen. Er traf selbst bereits fünf Tage nach Unterzeichnung des Waffenstillstands an der nordfranzösischen Atlantikküste ein. Obwohl sich Großadmiral Erich Raeder, der Oberbefehlshaber der Kriegsmarine, für Brest als Hauptstützpunkt der Flotte ausgesprochen hatte, entschied Dönitz sich für das seiner Inaugenscheinnahme nach weniger zerstörte Lorient, das auch nach Ansicht des Marinebefehlshabers Bretagne, Lothar Arnauld de la Perière besser geeignet war. Zunächst wurde Brest als Stützpunkt für Überwasserstreitkräfte ausgebaut, dann aber ab Juni 1941 zum U-Bootstützpunkt und gleichzeitig Heimathafen der 1. U-Flottille, deren Personal die ehemalige französische Marineschule im Kriegshafen bezog. Im November 1940 hatte Fritz Todt, Leiter der Organisation Todt die französischen Atlantikhäfen besichtigt und in Absprache mit einer Delegation der Kriegsmarine die Standorte der zu bauenden U-Bootbunker festgelegt. Zunächst erfolgte die Errichtung der U-Boot-Reparaturwerft Brest, dann der Bau eines U-Boot-Bunkers an der westlichen Küste des Hafens auf dem Gelände einer ehemaligen Seefliegerstation.

#### U-Boote der 1. U-Flottille 1941 und 1942
| U-Boot | Der Flottille zugehörig       | Anmerkungen                          | U-Boot | Der Flottille zugehörig          | Anmerkungen                               |
| ------ | ----------------------------- | ------------------------------------ | ------ | -------------------------------- | ----------------------------------------- |
| U 79   | März bis September 1941       | danach 23. U-Flottille               | U 80   | April 1941                       | danach 26. U-Flottille                    |
| U 81   | April bis November 1941       | bis Juni Ausbildungsboot             | U 83   | Februar bis Dezember 1941        | bis Mai Ausbildungsboot                   |
| U 84   | April 1941 bis August 1943    | bis August 1941 Ausbildungsboot      | U 86   | September 1941 bis November 1943 | davor 5. U-Flottille                      |
| U 116  | Februar bis Oktober 1942      | bis April Ausbildungsboot            | U 117  | Februar bis Oktober 1942         | danach 11. U-Flottille                    |
| U 201  | Januar 1941 bis Februar 1943  | bis April 1941 Ausbildungsboot       | U 202  | März 1941 bis Juni 1943          | bis Juni 1941 Ausbildungsboot             |
| U 203  | Februar 1941 bis April 1943   | bis Mai 1941 Ausbildungsboot         | U 204  | März 1941 bis Oktober 1941       | bis Mai Ausbildungsboot                   |
| U 208  | September bis Dezember 1941   | vorher 5. U-Flottille                | U 213  | Januar bis April 1942            | danach 9. U-Flottille                     |
| U 263  | November 1942 bis Januar 1944 | davor 8. U-Flottille                 | U 301  | Oktober bis Dezember 1942        | danach Frontboot 29. U-Flottille          |
| U 331  | März bis Oktober 1941         | bis Juli als Ausbildungsboot         | U 336  | Dezember 1942 bis Oktober 1943   | davor Ausbildungsboot 5. U-Flottille      |
| U 353  | Oktober 1942                  | auf Überführungsfahrt gesunken       | U 354  | Oktober 1942                     | nicht in Brest stationiert                |
| U 371  | März bis Oktober 1941         | bis Juni Ausbildungsboot             | U 372  | April bis Dezember 1941          | bis Juli Ausbildungsboot                  |
| U 374  | September bis Dezember 1941   | danach 29. U-Flottille               | U 379  | Juli bis August 1942             | davor Ausbildungsboot 8. U-Flottille      |
| U 401  | April bis August 1941         | bis Juli als Ausbildungsboot         | U 405  | März bis Juni 1942               | danach 11. U-Flottille                    |
| U 413  | November 1942 bis August 1944 | davor Ausbildungsboot 8. U-Flottille | U 435  | Januar 1942 bis Juli 1943        | Juli 1942 bis Januar 1943 11. U-Flottille |
| U 439  | November 1942 bis Mai 1943    | davor Ausbildungsboot 5. U-Flottille | U 440  | September 1942 bis Mai 1943      | davor Ausbildungsboot 5. U-Flottille      |
| U 441  | Oktober 1942 bis Juni 1944    | Sommer 1943 als Flak U-Boot          | U 456  | Januar 1942 bis Mai 1943         | Juli bis November 1942 11. U-Flottille    |
| U 556  | Februar bis Juni 1941         | bis April als Ausbildungsboot        | U 557  | Februar bis Dezember 1941        | danach 29. U-Flottille                    |
| U 558  | Februar 1941 bis Mai 1943     | bis Mai 1941 Ausbildungsboot         | U 559  | Februar bis Oktober 1941         | danach 23. U-Flottille                    |
| U 561  | März 1941 bis Januar 1942     | danach 23. U-Flottille               | U 562  | März bis Dezember 1941           | danach 29. U-Flottille                    |
| U 563  | März 1941 bis Mai 1943        | bis Juni 1941 Ausbildungsboot        | U 564  | April 1941 bis Juni 1943         | bis Juni 1941 Ausbildungsboot             |
| U 565  | April bis Dezember 1941       | danach 29. U-Flottille               | U 566  | April 1941 bis Oktober 1943      | bis August 1941 Ausbildungsboot           |
| U 574  | Juni bis Dezember 1941        | bis November Ausbildungsboot         | U 582  | Januar bis Oktober 1942          | vorher 5. U-Flottille                     |
| U 597  | Juli bis Oktober 1942         | vorher 8. U-Flottille                | U 599  | September bis Oktober 1942       | vorher 8. U-Flottille                     |
| U 651  | Februar bis Juni 1941         | bis Juni Ausbildungsboot             | U 653  | Mai 1942 bis März 1944           | seit Dezember 1942 Frontboot              |
| U 654  | November 1941 bis August 1942 | davor 5. U-Flottille                 | U 656  | Januar bis April 1942            | davor Ausbildungsboot 5. U-Flottille      |
| U 754  | Dezember 1941 bis Juli 1942   | davor Ausbildungsboot 5. U-Flottille |        |                                  |                                           |

### Im Atlantik 1942
Nach Schätzungen der britischen Admiralität operierten im Atlantik zu Beginn des Jahres 1942 etwa 250 deutsche U-Boote. Tatsächlich waren es aber weitaus weniger. Im Ganzen verfügte die Kriegsmarine über 91 U-Boote, davon fuhr jedes fünfte im Mittelmeer, etwa ein halbes Dutzend vor Gibraltar und einige weitere – zunächst vier, im Sommer dann zwölf – vor Skandinavien. Letztlich standen den in Frankreich stationierten Frontflottillen nur 55 U-Boote für den U-Boot-Krieg im Atlantik zur Verfügung. Davon waren im Januar des Jahres 1942 33 U-Boote in der Werft und elf weitere auf dem Weg ins Operationsgebiet oder auf dem Rückmarsch. Lediglich elf Boote konnte die Kriegsmarine also im Operationsgebiet einsatzbereit gewährleisten. Ab Juli 1942 war die 1. U-Flottille dem Führer der Unterseeboote West (F.d.U. West) unterstellt.

#### U-Boote der 1. U-Flottille bis 1944
| U-Boot | Der Flottille zugehörig | Anmerkungen                          | U-Boot | Der Flottille zugehörig | Anmerkungen                             |
| ------ | ----------------------- | ------------------------------------ | ------ | ----------------------- | --------------------------------------- |
| U 225  | Jan 1943 – Feb 1943     | davor 5. U-Flottille                 | U 209  | März 1943 – Mai 1943    | vorher 6. und 11. U-Flottille           |
| U 238  | Aug. 1943 – Feb. 1944   | davor 5. U-Flottille                 | U 243  | Juni 1944 – Juli 1944   | davor Ausbildungsboot 5. U-Flottille    |
| U 247  | Juni 1944 – Sept. 1944  | davor 5. U-Flottille                 | U 268  | Feb. 1943               | davor Ausbildungsboot 8. U-Flottille    |
| U 271  | Juni 1943 – Jan. 1944   | davor 8. U-Flottille                 | U 276  | März 1944 – Juli 1944   | danach Werkstattboot & mobiles E-Werk   |
| U 292  | Mai 1944                | davor Ausbildungsboot 8. U-Flottille | U 304  | Apr. 1943 – Mai 1943    | davor Ausbildungsboot 8. U-Flottille    |
| U 305  | März 1943 – Jan. 1944   | davor Ausbildungsboot 8. U-Flottille | U 306  | März 1943 – Okt. 1943   | davor Ausbildungsboot 8. U-Flottille    |
| U 311  | Dez. 1943 – Apr. 1944   | davor Ausbildungsboot 8. U-Flottille | U 392  | Dez. 1943 – März 1944   | davor Ausbildungsboot 5. U-Flottille    |
| U 394  | Apr. 1944 – Sept. 1944  | danach 11. U-Flottille               | U 396  | Juni 1944 – Sept. 1944  | danach 11. U-Flottille                  |
| U 415  | April 1043 – Juli 1944  | im Hafen auf Mine gelaufen           | U 418  | Mai 1943 – Juni 1943    | davor Ausbildungsboot 8. U-Flottille    |
| U 422  | Aug. 1943 – Okt. 1943   | davor Ausbildungsboot 8. U-Flottille | U 424  | Okt. 1943 – Feb. 1944   | davor Ausbildungsboot 8. U-Flottille    |
| U 426  | Nov. 1943 – Jan. 1944   | davor 11. U-Flottille                | U 471  | Nov. 1943 – Apr. 1944   | danach 29. U-Flottille                  |
| U 584  | Jan. 1941 – Okt. 1943   | davor 5. U-Flottille                 | U 603  | Dez. 1942 – Apr. 1944   | davor 5. U-Flottille Ausbildungsboot    |
| U 625  | Nov. 1943 – März 1944   | davor 13. U-Flottille Frontboot      | U 628  | Dez. 1942 – Juli 1943   | davor 5. U-Flottille Ausbildungsboot    |
| U 628  | Dez. 1942 – Juli 1943   | davor 5. U-Flottille Ausbildungsboot | U 629  | Nov. 1943 – Juni 1944   | davor Front-& Minenboot 11. U-Flottille |
| U 632  | Jan. 1943 – April 1943  | davor Ausbildungsboot 5. U-Flottille | U 637  | Juni/Juli 1944          | keine Einsätze                          |
| U 643  | Juli 1943 – Okt. 1943   | davor Ausbildungsboot 5. U-Flottille | U 665  | Feb. 1943 – März 1943   | Davor Ausbildungsboot 5. U-Flottille    |
| U 669  | Juni 1943 – Sep. 1943   | davor Ausbildungsboot 5. U-Flottille | U 722  | August 1944 – Sep. 1944 | blieb ohne Einsatz                      |
| U 743  | Juli 1944 – Sep. 1944   | davor Ausbildungsboot 8. U-Flottille |        |                         |                                         |

Weiteres zu den Booten in der Liste deutscher U-Boote.

### Angriffe
Im Jahr 1943 begannen die Alliierten Luftangriffe gegen die Stützpunkte der U-Flottillen zu starten. Der Stützpunkt der 1. U-Flottille in Brest war insgesamt fünfmal Ziel eines alliierten Luftangriffs.
- 23. Januar 1943
- 27. Februar 1943
- 6. März 1943
- 16. April 1943

Alle diese Angriffe wurden von der USAAF durchgeführt. Im Folgejahr setzte die Royal Air Force die Angriffe fort.
- August 1944

### Ende der 1. U-Flottille
Gegen Ende des Sommers 1944, nach der alliierten Landung in der Normandie, verlegte der F.d.U. West, Kapitän zur See Hans-Rudolf Rösing, seinen Stützpunkt nach Bergen. Zu diesem Zeitpunkt wurde Brest, der Stützpunkt der 1. U-Flottille und der 9. U-Flottille, bereits von den Alliierten belagert, zur „Festung“ erklärt und von den Soldaten der Kriegsmarine unter Befehl des Flottillenchefs Winter verteidigt. Das Hauptquartier der 1. U-Flottille, die Marineschule, diente als Befehlsstand. Die 9. U-Flottille wurde im August aufgelöst, und ihr Flottillenchef Heinrich Lehmann-Willenbrock setzte sich mit dem notdürftig reparierten U 256 nach Norwegen ab. Die Belagerung Brests und dessen Entkommen auf U 730, dem vorletzten U-Boot, das die Festung Brest vor deren Fall noch verließ, beschreibt Lothar-Günther Buchheim in seinem Roman Die Festung. Im September wurde schließlich auch die 1. Flottille aufgelöst und die noch einsatzfähigen Boote wurden von Brest nach Bergen in Norwegen verlegt.
Als letzte Boote der Flottille waren am 1. August 1944 U 247, U 396, U 413, U 722, U 736, U 741, U 743, U 773, U 925, U 963 und U 1199, zum Teil noch in Brest stationiert, zum Teil bereits in Bergen.

## Flottillenchefs

### UnterseebootflottilleWeddigen
- 22. September 1935 bis 12. Oktober 1936 – Kapitän zur See Karl Dönitz
- 13. Oktober 1936 bis September 1937 – Kapitän zur See Otto Loycke
- Oktober 1937 bis September 1939 – Kapitänleutnant Hans-Günther Looff
- September bis Dezember 1939 – Kapitänleutnant Hans Eckermann, als Chef der 3. U-Flottille zeitgleich mit der Wahrnehmung der Führung beauftragt

### 1. U-Flottille
- 1. Januar bis 31. Oktober 1940 – Korvettenkapitän Hans Eckermann
- 1. November 1940 bis 14. Februar 1942 – Korvettenkapitän Hans Cohausz
- 14. Februar 1942 bis 14. Juni 1942 – Korvettenkapitän Heinz Buchholz
- 15. Juni 1942 bis September 1944 – Kapitänleutnant/Korvettenkapitän Werner Winter